# Bikini Karate Babes
Bikini Karate Babes es un videojuego de lucha en 2D con gráficos digitalizados, desarrollado por Creative Edge Studios. El juego cuenta con 19 luchadoras, todas mujeres, en bikini y reproducidas por actrices de carne y hueso.

## Juego
El juego es similar a otros juegos de lucha en 2D y está relacionado con Street Fighter: The Movie y Mortal Kombat. Se empieza con 8 personajes, pudiendo desbloquear 11 más. Todos los nombres están basados en diosos mitológicos y sus personajes guardan alguna relación. Cada personaje tiene una serie de movimientos y combos, que pueden realizarse con las teclas de dirección los 3 botones de ataque básicos: puñetazo, patada y ataque especial. El botón de ataque especial agarra al enemigo que, al contrario que en otros juegos de lucha, varía dependiendo del oponente.
Cada personaje tiene un tipo de movimientos basados en artes marciales, un agarre y un movimiento místico que puede ser desde lanzar un proyectil hasta hacerse invisible, pasando por teletransportarse. Algunos ejemplos son el agarre de cosquillas de Thalia, el movimiento místico de Lucina, que se baja su bikini y lanza láseres por sus pezones, o el agarre de Venus, que tira del top del bikini de la rival, haciendo la situación demasiado embarazosa para luchar. Multitud de movimientos hacen que las luchadoras se quieten su parte superior o inferior del bikini, pero las partes nobles siempre quedan cubiertas por algo; nunca se muestra nudismo total en el videojuego.
Bikini Karate Babes cuenta con 10 modos de juegos distintos:
- Arcade: modo historia de un jugador.
- Combate de titis: modo para dos jugadores.
- Combates de equipos: cada jugador elige 8 personajes. Cuando cae uno, el siguiente ocupa su lugar.
- Maratón: el jugador debe acabar con tantos oponentes como le sea posible.
- Práctica
- Desafío: el jugador desafía a una luchadora específica para acceder al Sweet Stuff (véase más abajo).
- Espectáculo: dos luchadores controladas por la CPU luchan entre sí.
- Coleccionista de tops: el jugador se pone en la piel de Venus contra 5 luchadoras específicas y deberá usar su ataque especial para eliminar los bikinis de todas las oponentes.
- Vegas: el jugador apuesta en una partida no jugada de BKB.
- Modo invencible: igual que el modo arcade pero la salud no se agota.

## Desarrollo
Bikini Karate Babes fue creado con intención de "darle un toque de gracia a los juegos de lucha de la época." Este juego trata de parodiar la costumbre de los juegos de lucha en los que aparecen mujeres en paños menores, mientras que los hombres aparecen con armaduras de cuerpo completo.
Las escenas de agarre se grabaron con ambas luchadoras juntas en dicha escena, se realizaron un total de 342 secuencias únicas para el juego.

## Recepción
El juego llamó la atención de los medios, pero los análisis fueron bastante negativos. IGN lo puntuó con un 1,5 sobre 10. Creative Edge Studios dijo que Bikini Karate Babes fue un "vendedor sólido", a pesar de su mala fama.

## Secuela
Su secuela, llamada Bikini Karate Babes 2: Warriors of Elysia salió a la venta en América del Norte el 21 de junio de 2011, en 2017 salió la tan esperada tercera parte Bikini Karate Babes 3 disponible para todos los smart phones Android .